# Yishi Jin
Yishi Jin (* 1962 in Tianjin, Volksrepublik China) ist eine chinesisch-amerikanische Molekulargenetikerin und Neurobiologin an der University of California, San Diego (UCSD). Hier hat sie den Junior-Seau-Stiftungslehrstuhl für Gehirn-Traumata inne und ist Direktorin des Kavli Institute for Brain and Mind.

## Leben und Wirken
Jin erwarb an der Universität Peking einen Bachelor in Zellbiologie und an der University of California, Berkeley einen Ph.D. in Molekularbiologie. Als Postdoktorandin arbeitete sie bei H. Robert Horvitz am Massachusetts Institute of Technology.
Eine erste akademische Position hatte sie ab 1996 an der University of California, Santa Cruz. Seit 2006 ist sie an der UCSD. Von 2001 bis 2017 forschte Jin zusätzlich für das Howard Hughes Medical Institute (HHMI).
Jin befasst sich auf molekulargenetischer Ebene mit der Synaptogenese und der Regeneration von Axonen. Jin und Mitarbeiter verwenden überwiegend C. elegans als Modellorganismus, als Methode wird unter anderem die Optogenetik verwendet. Sie gilt als bahnbrechend in der Verwendung von Grün fluoreszierendem Protein, um Synapsen zu visualisieren. Jin entwickelte darüber hinaus ein Verfahren zur Laser-Axotomie und konnte wesentlich zur Aufklärung des DLK-1-Stoffwechselwegs und seiner Homologe bei anderen Spezies beitragen.
Yishi Jin hat laut Google Scholar einen h-Index von 63, laut Datenbank Scopus einen von 53 (Stand jeweils Januar 2025),

## Auszeichnungen (Auswahl)
- 2010 Fellow der American Association for the Advancement of Science
- 2019 Mitglied der American Academy of Arts and Sciences[4]
- 2022 Mitglied der National Academy of Sciences[5]
- 2024 Mitglied der National Academy of Medicine